# Melomys frigicola
Melomys frigicola  (Tate, 1951) è un roditore della famiglia dei Muridi endemico della Nuova Guinea.

## Descrizione

### Dimensioni
Roditore di piccole dimensioni, con la lunghezza della testa e del corpo di 130 mm, la lunghezza della coda di 142 mm, la lunghezza del piede di 29 mm e la lunghezza delle orecchie di 14 mm.

### Aspetto
La pelliccia è lunga, soffice e lanosa. Il colore del dorso è grigio-brunastro con dei riflessi più chiari sulla groppa, mentre le parti ventrali e le zampe sono color crema. La coda è più lunga della testa e del corpo, è scura sopra, più chiara sotto e ricoperta da circa 12 anelli di scaglie per centimetro, ognuna corredata da 3 peli.

## Biologia

### Comportamento
È una specie arboricola.

## Distribuzione e habitat
Questa specie è diffusa nella parte centrale e centro-occidentale della cordigliera centrale della Nuova Guinea.
Vive in habitat modificati dall'uomo e nelle praterie tra 1.600 e 2.200 metri di altitudine.

## Conservazione
La IUCN Red List, considerato la mancanza di reali minacce e la tolleranza al degrado nella qualità del proprio habitat, classifica M.frigicola come specie a rischio minimo (Least Concern).